# Atlético Mexiquense
El Atlético Mexiquense fue un equipo de fútbol mexicano. Fue filial del Deportivo Toluca y jugó en la Segunda División de México, durante mucho tiempo jugaron en Toluca de Lerdo, pero finalmente se cambió de sede a Ixtapan de la Sal buscando tener más público en las tribunas. A partir del Apertura 2008 vuelven a la ciudad de Toluca. Al final del Clausura 2009 desaparece de Primera A como parte de la reestructuración que esta división sufre para llamarse Liga de Ascenso.

## Historia
El Atlético Mexiquense nació en la temporada "Invierno 97", cuando la directiva del Deportivo Toluca decide comprar la franquicia de los "Toltécas" del Atlético Hidalgo (equipo que fue creado en la temporada invierno 96 como parte de la expansión de la Primera división 'A' mexicana, para llevarla a jugar a Toluca bajo el nombre del Atlético Mexiquense, convirtiéndose así en el equipo filial de los Diablos Rojos en la Primera división 'A' mexicana.
El objetivo primordial del Atlético Mexiquense es formar jugadores que puedan incorporarse a corto o mediano plazo al Deportivo Toluca, facilitando así su adaptación al máximo circuito del fútbol mexicano.
Sin embargo ha habido momentos de gloria en la corta historia del Atlético Mexiquense, como en la temporada de estreno (Invierno 97) donde terminó como líder de la clasificación general con un total de 47 puntos, de la mano del director técnico Marco A. Trejo León. Y especialmente en la temporada Apertura 2004 cuando el Atlético Mexiquense terminó en 2o lugar general y disputó por primera vez en su historia la final de la Primera división 'A' mexicana contra el Club San Luis (quien ascendió al máximo circuito).
El equipo no tiene un mote en especial, algunos los llaman "diablitos", otros "pingos", otros "demonios" y ya que jugaron en Ixtapan de la Sal se les llamó "calates".

### Desaparición de Primera A
El cuadro Mexiquense para la temporada 2009-2010 no integró la nueva Liga de Ascenso ya que según la FEMEXFUT no cumplió los requerimientos para seguir ocupando su lugar, así es relegado a Segunda División, también como parte de los recortes a esta división además quedaron fuera: Socio Águila, Monterrey, Indios de Chihuahua, Club Santos Laguna, Tigres B, Jaguares de Tapachula, Tampico Madero, Académicos de Atlas, Tecos A y Mérida "B" (recién ascendido).